# Шмитвајлер
Шмитвајлер (њем. Schmittweiler) општина је у њемачкој савезној држави Рајна-Палатинат. Једно је од 119 општинских средишта округа Бад Кројцнах. Према процјени из 2010. у општини је живјело 230 становника. Посједује регионалну шифру (AGS) 7133090.

## Географски и демографски подаци
Шмитвајлер се налази у савезној држави Рајна-Палатинат у округу Бад Кројцнах. Општина се налази на надморској висини од 273 метра. Површина општине износи 5,5 km². У самом мјесту је, према процјени из 2010. године, живјело 230 становника. Просјечна густина становништва износи 42 становника/km².